# Лейк-Мак-Форест-Хилс (Флорида)
Лейк-Мак-Форест-Хилс (англ. Lake Mack-Forest Hills) — статистически обособленная местность, расположенная в округе Лейк (штат Флорида, США) с населением в 989 человек по статистическим данным переписи 2000 года.

## География
По данным Бюро переписи населения США, статистически обособленная местность Лейк-Мак-Форест-Хилс имеет общую площадь в 12,95 квадратных километров, из которых 12,17 кв. километров занимает земля и 0,78 кв. километров — вода. Площадь водных ресурсов округа составляет 6,02 % от всей его площади.

## Демография
По данным переписи населения 2000 года, в Лейк-Мак-Форест-Хилс проживало 989 человек, 266 семей, насчитывалось 396 домашних хозяйств и 485 жилых домов. Средняя плотность населения составляла около 76,37 человек на один квадратный километр. Расовый состав населённого пункта распределился следующим образом: 95,05 % белых, 0,10 % — чёрных или афроамериканцев, 0,30 % — коренных американцев, 0,61 % — азиатов, 1,92 % — представителей смешанных рас, 2,02 % — других народностей. Испаноговорящие составили 4,45 % от всех жителей статистически обособленной местности.
Из 396 домашних хозяйств в 26,3 % воспитывали детей в возрасте до 18 лет, 51,5 % представляли собой совместно проживающие супружеские пары, в 9,3 % семей женщины проживали без мужей, 32,8 % не имели семей. 26,0 % от общего числа семей на момент переписи жили самостоятельно, при этом 8,8 % составили одинокие пожилые люди в возрасте 65 лет и старше. Средний размер домашнего хозяйства составил 2,50 человек, а средний размер семьи — 2,92 человек.
Население статистически обособленной местности по возрастному диапазону по данным переписи 2000 года распределилось следующим образом: 23,7 % — жители младше 18 лет, 7,7 % — между 18 и 24 годами, 27,2 % — от 25 до 44 лет, 25,5 % — от 45 до 64 лет и 16,0 % — в возрасте 65 лет и старше. Средний возраст жителей составил 40 лет. На каждые 100 женщин в Лейк-Мак-Форест-Хилс приходилось 101,8 мужчин, при этом на каждые сто женщин 18 лет и старше приходилось 106,3 мужчин также старше 18 лет.
Средний доход на одно домашнее хозяйство статистически обособленной местности составил 25 718 долларов США, а средний доход на одну семью — 26 058 долларов. При этом мужчины имели средний доход в 26 406 долларов США в год против 18 452 доллара среднегодового дохода у женщин. Доход на душу населения статистически обособленной местности составил 25 718 долларов в год. 9,3 % от всего числа семей в населённом пункте и 10,3 % от всей численности населения находилось на момент переписи населения за чертой бедности, при этом 14,3 % из них были моложе 18 лет и 4,3 % — в возрасте 65 лет и старше.